# Yodgor Nasriddinova
Yodgor Nasriddinova, född 1920, död 2006, var en uzbekistansk politiker.
Hon var vice ordförande i Uzbekistans högsta sovjet 1958-1974, och dess ordförande 1970-1974. 